# Anaal Nathrakh
Anaal Nathrakh – brytyjski zespół grający muzykę z pogranicza black, industrial i grindcore. W 2009 roku grupa podpisała kontrakt z wytwórnią muzyczną Candlelight Records.

## Muzycy
| Obecny skład zespołu - Mick "Irrumator" Kenney - gitara basowa, gitara, perkusja (od 1998) - Dave "V.I.T.R.I.O.L." Hunt - wokal (od 1998) Byli członkowie zespołu - Leicia - gitara basowa (1998-2000) |  | Muzycy koncertowi - St. Evil - perkusja (Od 2006) - James Walford - gitara basowa (2011), gitara (od 2011) - Drunk - gitara basowa, wokal wspierający (od 2011) - John Cooke - gitara basowa (od 2015) - Anil Carrier - perkusja (od 2016) - Frank Healy - gitara basowa (2003) - Shane Embury - gitara basowa (2004-2006, 2012) - Nicholas Barker - perkusja (2004) - Ventnor - gitara, wokal wspierający (2004-2011) - Danny Herrera - perkusja (2005) - Misery - gitara basowa (2006-2010) - Dan Rose - gitara (2011-2012, 2014) |

## Dyskografia
| 18 marca 1999        | Anaal Nathrakh                                                      | Leviaphonic         |
| wrzesień 1999        | Total Fucking Necro                                                 | Leviaphonic         |
| 27 listopada 2001    | The Codex Necro                                                     | Mordgrimm Records   |
| 2002                 | Total Fucking Necro                                                 | Rage of Achilles    |
| 17 lutego 2003       | When Fire Rains Down From the Sky, Mankind Will Reap As It Has Sown | Mordgrimm Records   |
| 2 listopada 2004     | Domine Non Es Dignus                                                | Season of Mist      |
| 16 października 2006 | Eschaton                                                            | Season of Mist      |
| 28 października 2007 | Hell Is Empty, and All the Devils Are Here                          | Feto Records        |
| 29 czerwca 2009      | In the Constellation of the Black Widow                             | Candlelight Records |
| 17 maja 2011         | Passion                                                             | Candlelight Records |
| 15 października 2012 | Vanitas                                                             | Candlelight Records |
| 28 października 2014 | Desideratum                                                         | Metal Blade Records |
| 28 października 2016 | The Whole of the Law                                                | Metal Blade Records |
| 28 września 2018     | A New Kind Of Horror                                                | Metal Blade Records |
| 02 października 2020 | Endarkenment                                                        | Metal Blade Records |